# 新港溪
新港溪，又名成功溪、巴拿尼灣溪，為一位於台灣東部之縣市管河川，幹流長度8.00公里，流域面積15.50平方公里，分佈於台東縣成功鎮。主流上游為新港北溪，發源於成功鎮三仙里新港山北測，先向東南流至瀑布下（地名）匯集新港南溪，始稱新港溪。甚後蜿蜒流出山區，於成功（新港）街區北側注入太平洋。

## 水系主要河川
以下由下游至源頭列出水系主要河川，其中粗體字為主流河道。
- 新港溪：台東縣成功鎮
  - 新港南溪：台東縣成功鎮
  - 新港北溪：台東縣成功鎮